# Alexandre-Jean-Joseph de La Ville de Mirmont
Pour les articles homonymes, voir de La Ville de Mirmont et Laville.
Alexandre de La Ville de Mirmont (1783-1845) est un écrivain et auteur dramatique français.

## Biographie
Alexandre-Jean-Joseph de La Ville de Mirmont est né le 17 avril 1783 à Versailles.
D'abord employé au ministère des Affaires étrangères, il lut à Bordeaux devant Jean-Baptiste Sylvère Gaye de Martignac et Pierre Lafon, une tragédie en cinq actes qu'il avait composée, Artaxerce, qu'ils firent représenter à Bordeaux, puis à Paris à l'Odéon. La pièce fut appréciée par l'influent critique Julien Louis Geoffroy. En 1816, il est employé au ministère de l'Intérieur, où Joseph-Henri-Joachim Lainé le nomme à l'inspection générale des maisons centrales de détention. Il est nommé secrétaire de la présidence du Conseil des ministres auprès du président du Conseil des ministres Richelieu puis maître des requêtes au Conseil d'État.

## Théâtre
- Œuvres dramatiques de M. de La Ville de Mirmont, 4 vol., Amyot, 1846  — I. Artaxerce, Scipion Émilien, Alexandre et Apelle, Le folliculaire, Charles VI, Une journée d'élection lire en ligne sur Gallica ; II. L'intrigue et l'amour, Le roman, Les intrigants, La favorite lire en ligne sur Gallica ; III. Le vieux mari, L'émeute de village, Le libéré, Le cabinet d'un ministre, ou Le ministre futur lire en ligne sur Gallica ; IV. L'an 1928, Le moyen de parvenir lire en ligne sur Gallica
- Observations sur les maisons centrales de détention, à l'occasion de l'ouvrage de MM. de Beaumont et de Tocqueville sur les pénitenciers des États-Unis d'Amérique, Impr. de Crapelet, 1833 [lire en ligne]
- Épître à un électeur, Renard, 1817 lire en ligne sur Gallica

### Adaptation
- L'intrigue et l'amour, drame en 5 actes et en vers, imité de Schiller, Barba, 1826 lire sur Google Livres

## Traductions
- (it) Il romanzo, commedia in quattro atti del Signor De La Ville di Mirmont, versione dal francese, Placido Maria Visaj, 1829

## Distinctions
- Ordre royal de la Légion d'honneur, 1839 lire sur Google Livres